# Komenda Wojewódzka Policji w Łodzi
Komenda Wojewódzka Policji w Łodzi im. płk. Janusza Jagrym-Maleszewskiego – jednostka organizacyjna Policji obejmująca swoim zasięgiem terytorium województwa łódzkiego podlegająca bezpośrednio Komendzie Głównej Policji.

## Struktura Komendy

### Komórki podległe Komendantowi Wojewódzkiemu
- Wydział Kontroli
- Zespół Prawny
- Wydział Kadr i Szkolenia
- Ośrodek Szkolenia Policji w Łodzi z siedzibą w Sieradzu (jedyny w Polsce wojewódzki ośrodek szkolenia Policji)
- Wydział Komunikacji Społecznej
- Wydział Finansów
- Wydział ds. Ochrony Informacji Niejawnych
- Pełnomocnik ds. ochrony praw człowieka
- Wydział Psychologów
- Stanowisko Samodzielne do Spraw Audytu Wewnętrznego
- Zespół Prasowy
- Zespół ds. Bezpieczeństwa i Higieny Pracy
- Kapelan

### Komórki podległe I Zastępcy Komendanta Wojewódzkiego (insp. Jarosław Rybka)
- Wydział Prewencji
- Wydział Ruchu Drogowego
- Sztab Policji
- Wydział Postępowań Administracyjnych
- Wydział Konwojowy
- Oddział Prewencji Policji
- Samodzielny Pododdział Kontrterrorystyczny Policji w Łodzi

### Komórki podległe Zastępcy Komendanta Wojewódzkiego ds. kryminalnych (insp. Adam Jurek)
- Wydział Kryminalny
- Wydział Dochodzeniowo-Śledczy
- Wydział do Walki z Przestępczością Gospodarczą
- Wydział Techniki Operacyjnej
- Laboratorium Kryminalistyczne
- Wydział do Walki z Korupcją
- Wydział Wywiadu Kryminalnego
- Wydział do Walki z Przestępczością Narkotykową
- Wydział ds. Zwalczania Przestępczości Pseudokibiców
- Zespół ds. Przestępstw Niewykrytych

### Komórki podległe Zastępcy Komendanta Wojewódzkiego ds. logistyki (insp. Anita Tim-Warchał)
- Wydział Łączności i Informatyki
- Wydział Gospodarki Materiałowo-Technicznej
- Wydział Inwestycji i Remontów
- Wydział Transportu
- Sekcja ds. Funduszy Pomocowych i Zamówień Publicznych